# Stefan Luitz
Stefan Luitz (Kempten, 26 de marzo de 1992) es un deportista alemán que compitió en esquí alpino.
Ganó dos medallas de bronce en el Campeonato Mundial de Esquí Alpino, en los años 2013 y 2021, ambas en la prueba de equipo mixto. En la Copa del Mundo consiguió una victoria y ocho podios en total.

## Palmarés internacional
| Campeonato Mundial | Campeonato Mundial         | Campeonato Mundial | Campeonato Mundial |
| Año                | Lugar                      | Medalla            | Prueba             |
| ------------------ | -------------------------- | ------------------ | ------------------ |
| 2013               | Schladming (Austria)       | Medalla de bronce  | Equipo mixto       |
| 2021               | Cortina d'Ampezzo (Italia) | Medalla de bronce  | Equipo mixto       |